# Бутан на літніх Олімпійських іграх 2012
Бутан на літніх Олімпійських іграх 2012 був представлений у двох видах спорту двома спортсменами, які не завоювували медалей.
Кунзанг Чоден — перша представниця Бутану на Олімпіадах, яка займається не стрільбою з лука.  До цього на семи поспіль Олімпійських іграх Бутан представляли лише лучники.

## Результати

### Стрільба
| Змагання                         | Спортсменки   | Кваліфікація | Кваліфікація | Фінал            | Фінал            |
| Змагання                         | Спортсменки   | Рахунок      | Місце        | Рахунок          | Місце            |
| -------------------------------- | ------------- | ------------ | ------------ | ---------------- | ---------------- |
| Пневматична гвинтівка, 10 метрів | Кунзанг Чоден | 381          | 56           | Завершила виступ | Завершила виступ |

### Стрільба з лука
| Змагання               | Спортсмени | Кваліфікація | Кваліфікація | 1/32 фіналу           | 1/16 фіналу        | 1/8 фіналу         | Чвертьфінал        | Півфінал           | Фінал              | Місце |
| Змагання               | Спортсмени | Рахунок      | Місце        | Суперник Результат    | Суперник Результат | Суперник Результат | Суперник Результат | Суперник Результат | Суперник Результат | Місце |
| ---------------------- | ---------- | ------------ | ------------ | --------------------- | ------------------ | ------------------ | ------------------ | ------------------ | ------------------ | ----- |
| Індивідуальна першість | Шераб Зам  | 589          | 61           | Лоріг (4) (USA) П 0:6 | Завершила виступ   | Завершила виступ   | Завершила виступ   | Завершила виступ   | Завершила виступ   | 33    |